# Pidonia telephia
Pidonia telephia är en skalbaggsart som beskrevs av Mikio Kuboki 1996. Pidonia telephia ingår i släktet Pidonia och familjen långhorningar. Inga underarter finns listade i Catalogue of Life.